# Frans Helmerson
Frans Helmerson (Falköping, 3 november 1945) is een Zweedse cellist.
Helmerson begon op achtjarige leeftijd met cello spelen. Hij heeft gestudeerd in Göteborg, Rome en Londen. Hij was leerling van Mstislav Rostropovitsj. Anno 2021 is hij professor aan de Hochschule für Musik in Keulen.
Samen met Mihaela Martin en Daniel Austrich, viool, en Nobuko Imai, altviool, vormt hij sinds 2002 het Michelangelo Quartet. In 2017 zat hij in de jury van de Koningin Elisabethwedstrijd. In 1989 ontving hij de Zweedse koninklijke onderscheiding Litteris et Artibus.